# Ашуралиев, Руслан Нуралиевич
Руслан Нуралиевич Ашуралиев (лезг. Ашуралирин Руслан Нуралидин хва; 20 февраля 1950, Махачкала, Дагестанская АССР, СССР — 27 ноября 2009, Махачкала, Дагестан, Россия) — советский борец вольного стиля.

## Биография
Родился 20 февраля 1950 года в городе Махачкале Дагестанской АССР в семье служащих. По национальности — лезгин.
С 1968 по 1973 годы учился в Дагестанском сельскохозяйственном институте. Занимался вольной борьбой, тренировался у Али Алиева. Выступал за ДСО «Урожай».
С 1970 года работал тренером Республиканской специализированной детско-юношеской спортивной школы олимпийского резерва, подготовил чемпионов Дагестана и Южного федерального округа, призёров первенств России по вольной борьбе.
С 1993 по 1995 годы учился в Международном институте управления бизнеса и права, на факультете «Финансы и кредит».
Был известен и как крупный общественный деятель. Дважды был избран депутатом Народного собрания Республики Дагестан.
В 1990-е годы как один из лидеров лезгинского народа выполнял важную миротворческую миссию, вёл переговоры с самыми одиозными людьми, а сам был сторонником единства Дагестана в составе РФ
В 2000 году Министерством образования РФ Ашуралиев был назначен директором Дагестанского политехнического колледжа.
Скончался после тяжелой болезни.

## Спортивные достижения
Бронзовый призёр Олимпийских Игр 1972 в Мюнхене, двукратный чемпион мира (1974, 1975), 5-кратный Обладатель Кубка Мира, Серебряный призёр Чемпионата Мира (1972), Чемпион Европы (1974), 5-кратный чемпион СССР (1971, 1973, 1974, 1976, 1977).
Мастер спорта международного класса (1971), Заслуженный работник культуры ДАССР (1972), Заслуженный мастер спорта по вольной борьбе (1974). Заслуженный тренер РСФСР.

## Память

Мемориальная доска на д. 16 по проспекту Расула Гамзатова в Махачкале.
В Дагестане проводится детский борцовский турнир памяти Руслана Ашуралиева
В Ахты его именем названа улица.